# 傑拉德海崖
傑拉德海崖（英語：Gerard Bluffs）是南極洲的海崖，位於奧次地，屬於米勒山脈的一部分，在1957年12月被繪入地圖，由新西蘭探險隊命名，現時由南極條約體系管理。